# Tbong Khmum
Tỉnh Tbong Khmum (tiếng Khmer: ខេត្ត ត្បូងឃ្មុំ, IPA: [tɓouŋ kʰmum]) là một tỉnh (khaet) của Campuchia nằm trên vùng đồng bằng trung bộ của sông Mekong. Tỉnh lỵ và thành phố lớn nhất của nó là Suong. Tên của tỉnh bao gồm hai từ tiếng Khmer, tboung (đá quý) và khmum (con ong), cùng nhau có nghĩa là hổ phách, vùng đất này còn được gọi là Bình Xiêm trong lịch sử Việt Nam thời kỳ nhà Nguyễn.
Tỉnh Tbong Khmum được lập khi tỉnh Kampong Cham được chia tách thành hai tỉnh theo một sắc lệnh hoàng gia ban hành vào ngày 31 tháng 12 năm 2013 của Quốc vương Norodom Sihamoni theo đề nghị của Thủ tướng Hun Sen.

## Địa lý
Tỉnh Tbong Khmum nằm ở phía đông tỉnh Kampong Chàm (mới). Tỉnh này giáp các tỉnh Kampong Cham về phía tây, tỉnh Kratié về phía bắc, tỉnh Prey Veng về phía nam, và có chung đường biên giới quốc tế với Việt Nam về phía đông (giáp hai tỉnh Đồng Nai (đông) và Tây Ninh (đông nam). Biên giới với Việt Nam dài 143 km và có một cửa khẩu quốc tế Trapeang Plong đối diện cửa khẩu quốc tế Xa Mát (Tây Ninh) của Việt Nam.
Địa hình chủ yếu của tỉnh là đồng bằng phù hợp trồng lúa, sắn, điều, tiêu, cao su.

## Hành chính
Tỉnh có sáu huyện và một thành phố:
- Dambae (ដំបែ)
- Krouch Chhma (ក្រូចឆ្មារ)
- Memot (មេមត់)
- Ou Reang Ov (អូរាំងឪ)
- Ponhea Kraek (ពញ្ញាក្រែក)
- Tbuong Khmum (ត្បូងឃ្មុំ)
- Thành phố Suong (ក្រុងសួង)

Các huyện Memot và huyện Ponhea Kraek là huyện biên giới (giáp Việt Nam).